# Солітарні тварини

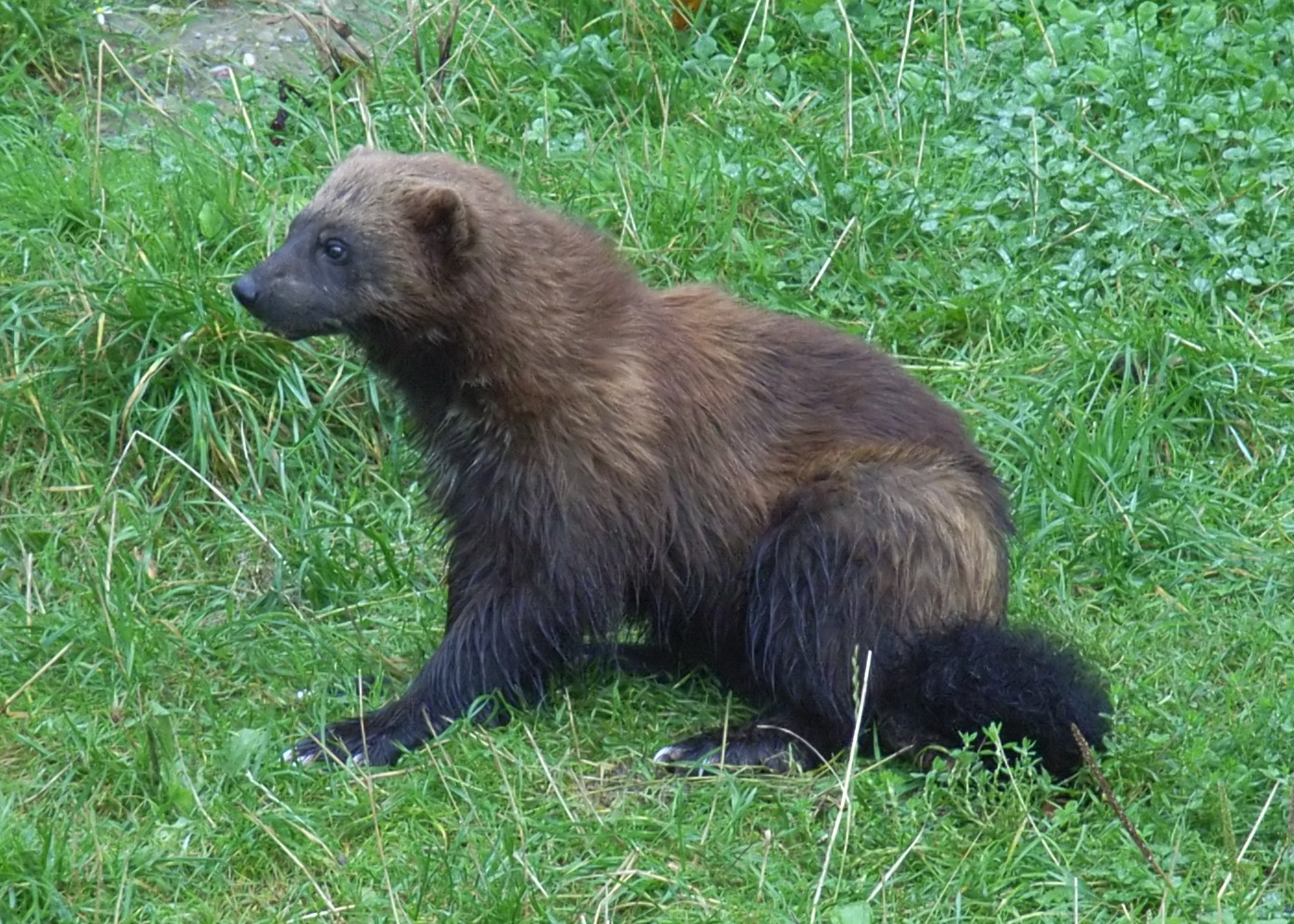
Росомаха — приклад солітарного виду

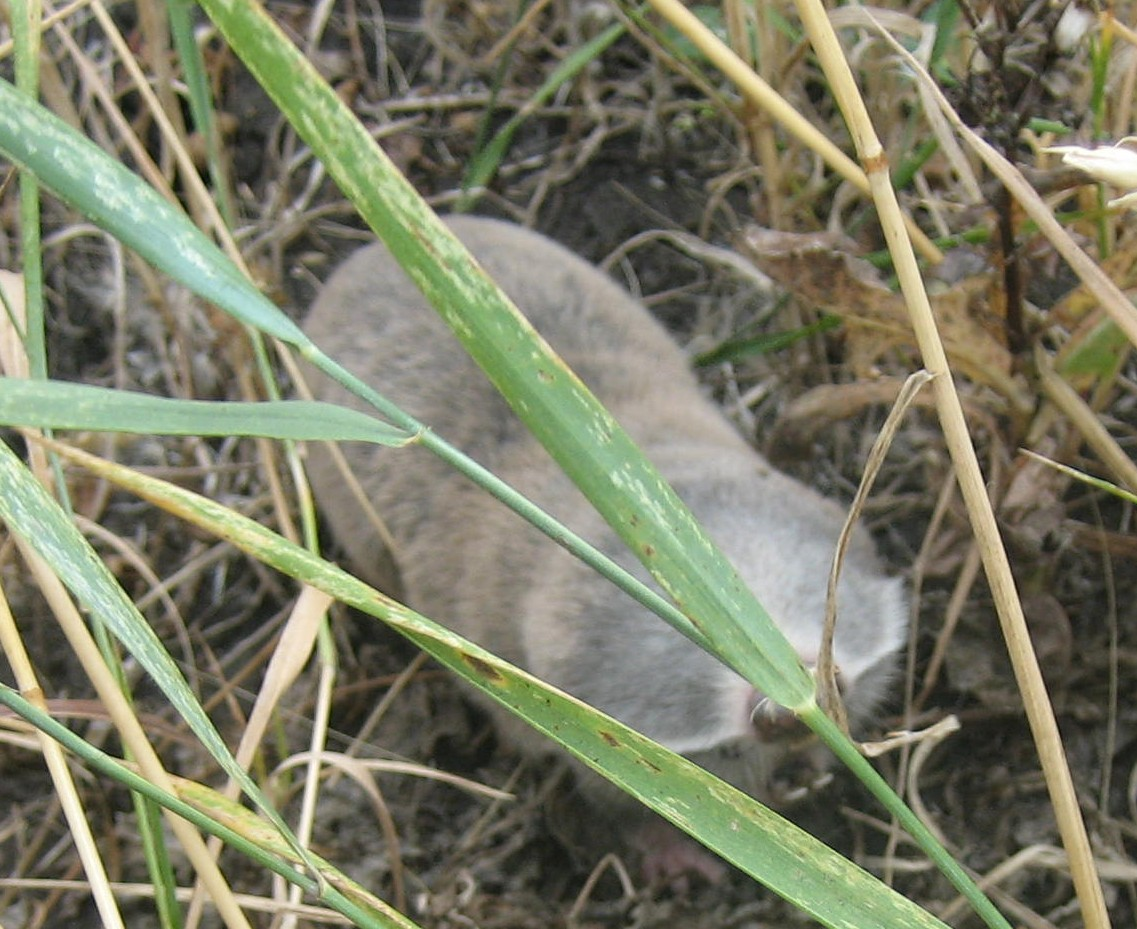
Сліпак звичайний (Spalax microphthalmus)

Солітарні тварини — види тварин, популяції яких являють собою розрізнені поселення окремих особин, що ведуть поодинокий, усамітнений спосіб життя. 
Переважну частину свого життєвого циклу солітарні тварини проводять усамітнено, проте у періоди репродукції або сезонних чи репродуктивних міграцій можуть формувати тимчасові скупчення (наприклад, материнські колонії, зимівельні скупчення, клуби тощо).
Типовими представниками солітарних тварин є гризуни-землериї. Власне, саме при аналізі екології цієї групи поняття "солітарний" і введено в обіг в українській зоологічній літературі (Коробченко та ін., 2010).
Зокрема, солітарність надзвичайно виразна у всіх видів сліпаків (Spalacidae) у т.ч. й поширених на теренах України: 
- сліпак звичайний
- сліпець понтичний та ін.

## Приклади солітарних видів
Солітарність дуже поширена серед найрізноманітніших груп тварин: 
комах, павуків, варанів, змій, птахів, ссавців.
Прикладами солітарних тварин серед останніх є:
- Ноторикт, або сумчастий кріт (Notoryctes)
- "Сріблястий землекоп" (Heliophobius argenteocinereus)
- вівера індійська (Viverra zibetha)
- мангуст Bdeogale crassicauda
- ящірка піщана (Eremias arguta)
- панголін велетенський (Manis gigantea)
- росомаха (Gulo gulo)

та багато інших.

## Природа солітарності
Солітарність формується у видів, що мешкають у середовищі з украй низькою концентрацією життєвих ресурсів.
Як правило, у всіх солітарних видів яскраво виразна агресивність у відношенні до особин свого і близьких видів. Солітарність є механізмом уникнення внутрішньовидової конкуренції і прямої агресії. 
Найпоширенішим шляхом такого уникнення є територіальна поведінка, у т.ч. маркування території запаховими мітками (наприклад, у хижих ссавців), звуками (наприклад, у птахів) тощо.